# Perinatalperiode
Als Perinatalperiode wird der Zeitraum zwischen der abgeschlossenen 22. Schwangerschaftswoche und dem 7. Tag nach der Geburt bezeichnet.
Aufgrund dieser für die Gesundheit von Mutter und Kind besonders kritischen Periode entwickelte sich die Perinatalmedizin als multidisziplinäre Zusammenarbeit von Pädiatern, Neonatologen, Humangenetikern, Geburtshelfern und Anästhesisten.
In der ICD-10 wird dem im Kapitel XVI als „Bestimmte Zustände, die ihren Ursprung in der Perinatalperiode haben (P00-P96)“ Rechnung getragen.